# Nieuw-Dijk

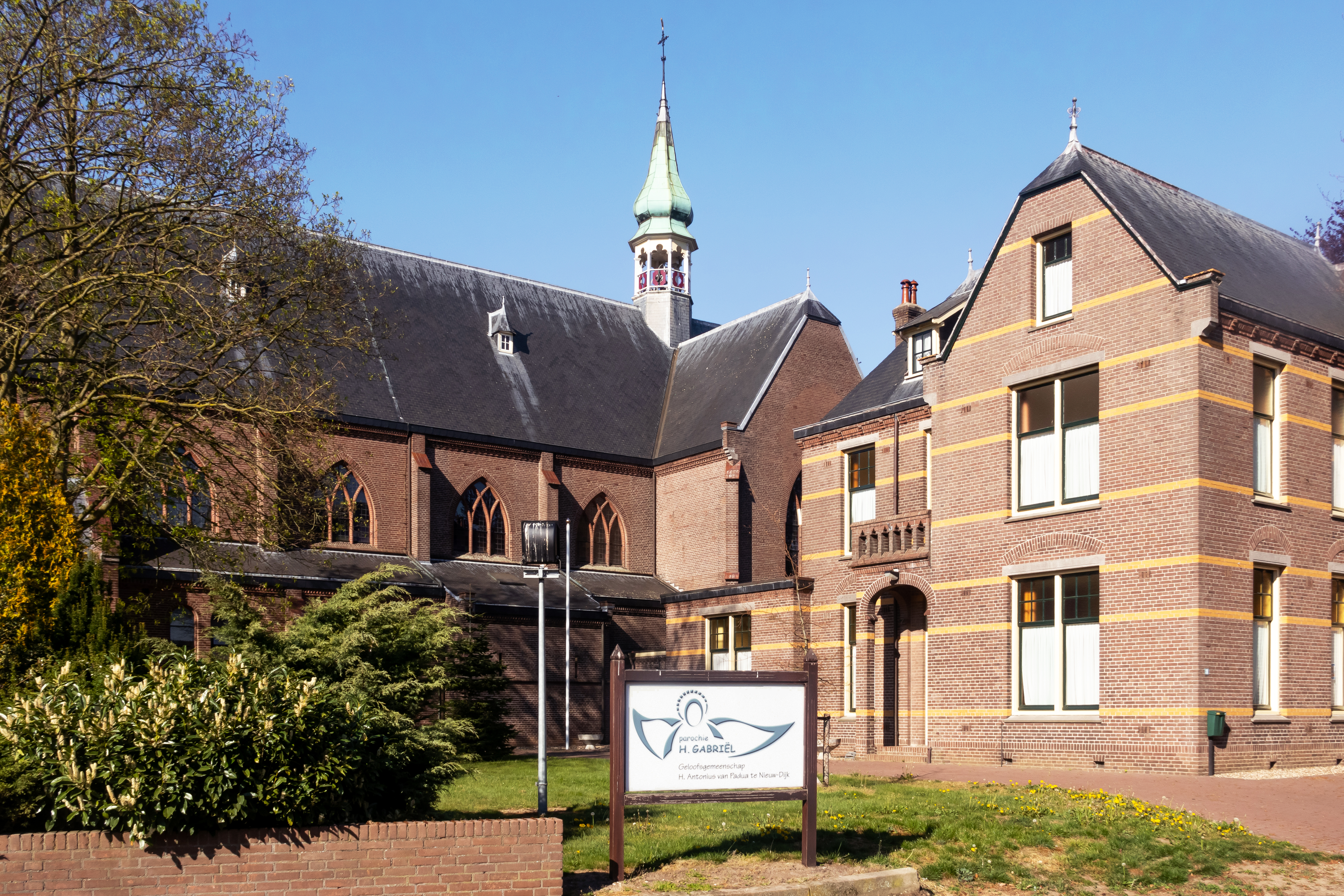
Nieuw-Dijk, de Sint Antonius van Paduakerk

Nieuw-Dijk (Liemers:  Ni-j Diek) is een dorp in de gemeente Montferland in de Nederlandse provincie Gelderland. Tot 2005 behoorde het tot de gemeente Didam. Het dorp telt 1617 inwoners (1-1-2016).
De kerk van Nieuw-Dijk heet de Antonius van Paduakerk (1911). Ook heeft het dorp een eigen schutterij, zoals elke kern uit de oude gemeente Didam; deze is eveneens vernoemd naar Sint Antonius.

## Jubileumjaar 2011
Dit is het jaar waarin het hele dorp het jubileum viert. Dit heeft vooral te maken met het 100-jarig bestaan van het dorp, maar ook met de basisschool en andere verenigingen die jubileum hebben.
- Antoniusschool bestaat 95 jaar. (Van 1916-1935 Diekse School, en later nog St. Antoniusschool)
- Fanfare D.E.S. bestaat 90 jaar.
- Schutterij St. Antonius bestaat 90 jaar.
- V.V. Sprinkhanen bestaat 75 jaar.

Op 27 augustus 2011 werd in Nieuw-Dijk het wereldrecord vendelen gevestigd. Hierbij vendelden 1017 vendeliers 5 minuten het vendelgebed. Vendeliers uit heel Europa waren aanwezig evenals vele prominenten zoals aartshertog Karl von Habsburg.

## Basisschool
In 1968 werd in Nieuw-Dijk een katholieke lagere school geopend, de Antoniusschool. In 2017 moest deze echter de deuren sluiten vanwege een fusie. Het gebouw werd in 2018 gesloopt.

## Verenigingen
- Vereniging Leefbaar Nieuw-Dijk
- Jeugdwerk Nieuw-Dijk
- Schutterij St. Antonius
- Fanfare D.E.S.
- V.V. Sprinkhanen
- Carnavalsvereniging De 11jes
- Oranjevereniging Nieuw-Dijk
- K.V.G. Nieuw-Dijk
- Sinterklaascomité

## Geboren in Nieuw-Dijk
- Ernie Brandts (1956), oud-voetballer